# Нићифор Ксифија
Нићифор Ксифија (грчки: Νικηφόρος Ξιφίας, умро после 1028) је био византијски војсковођа под Василијем II. Вршио је функције дукса Филипопоља и стратега Анатолике. 

## Биографија
Ксифија се у изворима први пут помиње око 1000. године када га је цар Василије, заједно са патрикијем Теодороканом, послао да освоји велики и мали Престав и Плиску. Ксифија је успео да изврши задатак. Носио је титулу протоспатра. Убрзо је постављен на чело Филипопоља заменивши остарелог Теодорокана. Узео је учешћа у бици код Беласице 1014. године. Саветовао је цару да напада Бугаре директно док се он, са мањим бројем војника, прићи непријатељу са леђа. Самуилова војска је разбијена. Ксифија следеће године, заједно са Константином Диогеном, учествује у походу на област Моглена. Ксифија је са војском опљачкао земљу и опсео град Моглен. Византијска војска успела је да пробије зидине града након чега се становништво предало. У Моглену је ухваћен и кавхан Дометијан који је био веома близак цару Гаврилу Радомиру. Ухваћен је и "архонт" (поглавар области у овом случају) Илица и многе друге велможе. Цар нареди да се тврђава запали. Убрзо је освојена и тврђава Енотија.
Ксифија је 1021/2. године постављен за стратега Анатолике са центром у Цезареји. Узео је учешћа у завери против цара Василија. Нагон што је завера откривена, Ксифија је протеран на Принчевска острва. Из заробљеништва га је ослободио цар Роман III Аргир 1028. године. Последње године провео је у манастиру Светог Јована Крститеља. Тачна година смрти Нићифора Ксифије није позната. 